# Thermagrion webbianum
Thermagrion webbianum – gatunek ważki z rodziny łątkowatych (Coenagrionidae); jedyny przedstawiciel rodzaju Thermagrion. Znany jedynie z holotypu, którym była samica odłowiona nad rzeką Webbi w Etiopii; okaz ten przechowywany był w University of Michigan Museum of Zoology (UMMZ), ale zaginął. Gatunek i rodzaj nie są obecnie (2022) wymieniane na World Odonata List.